# Форт-Джонс (Каліфорнія)
Форт-Джонс (англ. Fort Jones) — місто (англ. city) в США, в окрузі Сискью штату Каліфорнія. Населення — 695 осіб (2020).

## Географія
Форт-Джонс розташований за координатами 41°36′30″ пн. ш. 122°50′28″ зх. д. / 41.60833° пн. ш. 122.84111° зх. д. (41.608452, -122.841066).  За даними Бюро перепису населення США в 2010 році місто мало площу 1,56 км², уся площа — суходіл.

## Демографія
Згідно з переписом 2010 року, у місті мешкало 839 осіб у 304 домогосподарствах у складі 183 родин. Густота населення становила 538 осіб/км².  Було 344 помешкання (221/км²).
Расовий склад населення:
| - 77,5 % — білих - 7,3 % — корінних американців - 3,9 % — чорних або афроамериканців - 1,0 % — азіатів - 2,7 % — осіб інших рас |

До двох чи більше рас належало 7,6 %. Частка іспаномовних становила 12,3 % від усіх жителів.
За віковим діапазоном населення розподілялося таким чином: 20,0 % — особи молодші 18 років, 66,9 % — особи у віці 18—64 років, 13,1 % — особи у віці 65 років та старші. Медіана віку мешканця становила 39,1 року. На 100 осіб жіночої статі у місті припадало 136,3 чоловіків;  на 100 жінок у віці від 18 років та старших — 146,7 чоловіків також старших 18 років.
Середній дохід на одне домашнє господарство  становив 44 158 доларів США (медіана — 36 136), а середній дохід на одну сім'ю — 52 670 доларів (медіана — 41 473). За межею бідності перебувало 35,1 % осіб, у тому числі 36,5 % дітей у віці до 18 років та 9,9 % осіб у віці 65 років та старших.
Цивільне працевлаштоване населення становило 293 особи. Основні галузі зайнятості: освіта, охорона здоров'я та соціальна допомога — 25,9 %, мистецтво, розваги та відпочинок — 23,9 %, сільське господарство, лісництво, риболовля — 16,7 %, публічна адміністрація — 9,9 %.